# ヴァルテラント帝国大管区

ヴァルテラント帝国大管区
Reichsgau Wartheland (ドイツ語)

国の標語: Ein Volk, ein Reich, ein Führer（ドイツ語）
一つの民族、一つの国家、一人の総統国歌: Das Lied der Deutschen（ドイツ語）
世界に冠たるドイツ
党歌: Die Fahne hoch（ドイツ語）
旗を高く掲げよ

ヴァルテラント帝国大管区の地図（オレンジ色）
領域は1918年以前のドイツ帝国国境の東西半々にまたがる

ヴァルテラント帝国大管区（ドイツ語: Reichsgau Wartheland、略称ヴァルテガウ、ドイツ語: Warthegau）は、1939年から1945年まで存在したドイツ国（ナチス・ドイツ）の領域で、帝国大管区の一つである。ポーランド侵攻の結果、ポーランドから編入された地域である。名称は同地を南東から北西に流れるヴァルタ川（ドイツ語名：ヴァルテ川）から採られた。ヴァルテラント帝国大管区は、主にヴィエルコポルスカ（大ポーランド）に該当する。人口は450万人（内ドイツ人：32万7,000人）、面積は4万5,000 km2であった。

## 歴史
ポーランドの中核地域であるヴィエルコポルスカは、1793年の第二次ポーランド分割でプロイセン王国の手に落ち、1807年のティルジットの和約まで南プロイセン州となっていた。その後は1815年までワルシャワ公国の領土であったが、西部はウィーン会議の結果、プロイセン王国に割譲され、「ポズナン大公国」とされた。東部は、ロシア帝国のもとで新たに成立したポーランド立憲王国の領域となった。同地では1916年に中央同盟国の支配のもとポーランド摂政王国の成立が宣言されている。1918年からヴィエルコポルスカは、新たに成立したポーランド共和国の一部となったが、1939年にヨーロッパで第二次世界大戦が始まると、再びドイツの支配下に置かれた。

### ポーランド領の併合

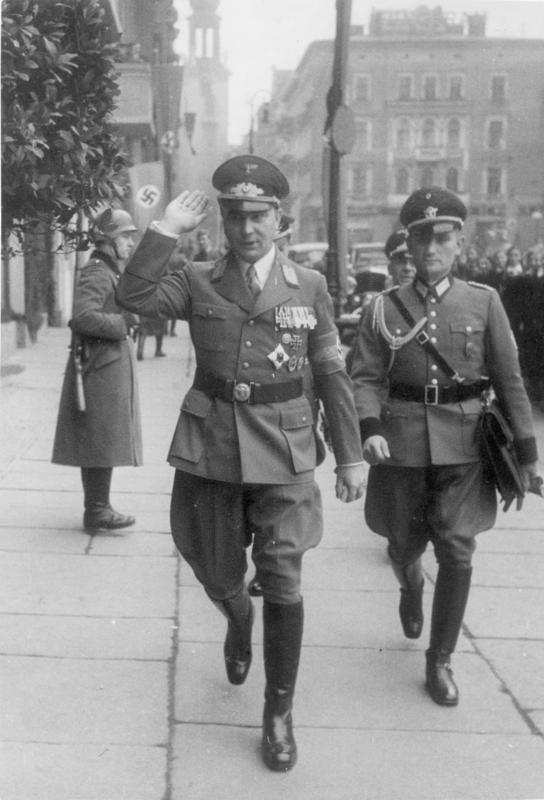
アルトゥール・グライザー、於ポーゼン、1939年10月

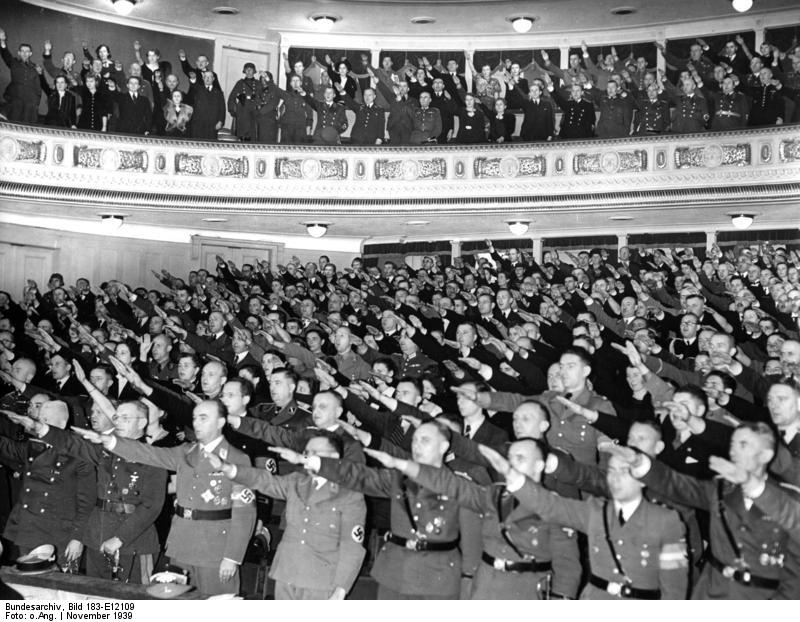
ポーゼン市立劇場（Stadttheater Posen）で行われたナチの祝典、1939年11月

ポーランド侵攻の終結以前、すでに1939年9月にはポーランド西部にドイツの「ポーゼン軍事地区（Militärbezirk Posen）」が設置された。これはポーランドの西部の県の全部または一部を含むものであった。同地区の境界は、北西部、西部、南西部で1937年/39年のドイツ国境に接し、それぞれプロイセン邦のポンメルン州、ブランデンブルク州、シュレージエン州に当たる。また北部では大部分がノテチ川（ドイツ語名：ネッツェ川）、またヴィスワ川（ドイツ語名：ヴァイクセル川）中流となっていた。東部では、ヴィスワ川の西方、ウッチ付近を過ぎてシュレージエンとの境界に接していた。ポーゼンの民政長官には、かつて自由都市ダンツィヒ市長（Senatspräsident）を務め、ナチ党員であったアルトゥール・グライザーが任命された。
ポーランド征服後に1939年10月26日付でポーゼン軍事地区はドイツ国に編入されたが、プロイセン邦の新たな州（Provinz）としてではなく、境界はそのままに「ポーゼン帝国大管区」としてであり、行政の拠点はポーゼンに置かれた。国家代理官（Reichsstatthalter） にはこれまでの民政長官であったアルトゥール・グライザーが任命された。
新設の総督府（Generalgouvernement）との境界は当初不確定であったが、1939年11月9日、ウッチ（当時はドイツ語のロッチュ（Lodsch）とされた）の工業地帯を編入することで東方に移り、1939年11月20日に最終的に修正、確定した。境界はさらに東方へ移すことが検討されたが、戦時中は延期されたため実現することはなかった。
1940年1月29日から、帝国大管区の名称は「ヴァルテラント」とされた。

### 強制ゲルマン化とホロコースト

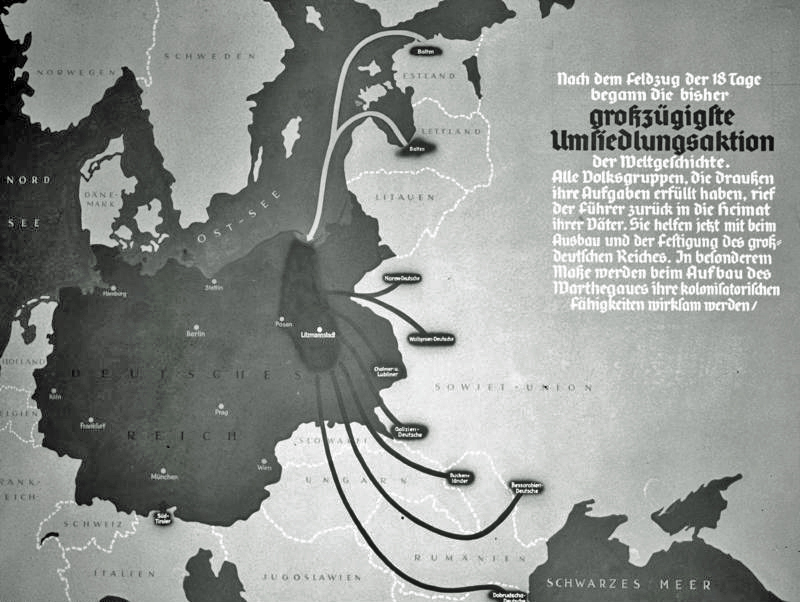
ヴァルテラントに入植した民族ドイツ人の故地（当時のプロパガンダの図）

西部（ポーゼン州）には、1910年のプロイセン国勢調査時点でドイツ語を母語とする者が総人口の約37%を占めていた。ヴェルサイユ条約の過程で、ポーゼン州がポーランドに編入されると（1919年）、多くのドイツ人がこの地域から去り、第二次世界大戦の初めには総人口の15%未満となっていた。同時に、ポーランド人をできる限り多く入植することを目的に、工業化政策が開始された（特にポズナニとブィドゴシュチュ地域）。
ヴァルテラントの東部は、1919年以前にドイツ領であったことはなく、18世紀にドイツ語話者の集落がわずかに点在するのみであった（ハウラント人）。この他には、ウッチ地域の少数ドイツ人は、1850年頃の織物工業ブーム（「東のマンチェスター」）に当地に移住していた。しかしドイツ人、または、ドイツ人という自覚をもつポーランド人は、1939年のヴァルテラントの領域では総人口の3%にも満たなかった。ナチスの政策がヴァルテラントで目標としたのは、この地域をできる限り早く「ゲルマン化」することであった。
西部では、まずポーゼン蜂起 以前の時代の民族状況を再確立しようとした。ドイツ人の帰還者（Rücksiedler）のためにポーランド管理下で収用された農地の回復（返還）だけではなく、同時に1919年以降に定住したポーランド人を排除することであった。ドイツ人が人口で大多数となるべく、ドイツ人の再定住が促進された。これのために造られた用語がUmsiedlerであった。
さらに、いわゆる「ドイツ民族リスト」を使用した激しい同化政策が行われた。住民は様々なグループに分類された。
- 民族リストI：「自覚ドイツ人(Bekenntnisdeutsche)」。戦前に「ドイツ民族性（deutsches Volkstum）」を自認していた者（民族ドイツ人）。
- 民族リストII：ドイツ系（Deutschstämmige)。家族がドイツの言語と文化を固持していた者。
- 民族リストIII：ナチスの政策が撤回されない限りという意味での「ドイツ化可能な人間」。（ドイツ化された者（Eingedeutschte））
- 民族リストIV：旧帝国（Alt-Reich）での再教育（Umerziehung）の後、「人種判定（Rassegutachten）」に従い、ドイツ化可能な「保護帰属者（Schutzangehörige）」とされた者（再ドイツ化された者（Rückgedeutschte））。
- 民族リストV：ドイツ化が不可能な者

「ドイツ化が不可能」と分類された者（特にユダヤ教の信者）は、SSによってヴァルテガウから総督府に移送された。

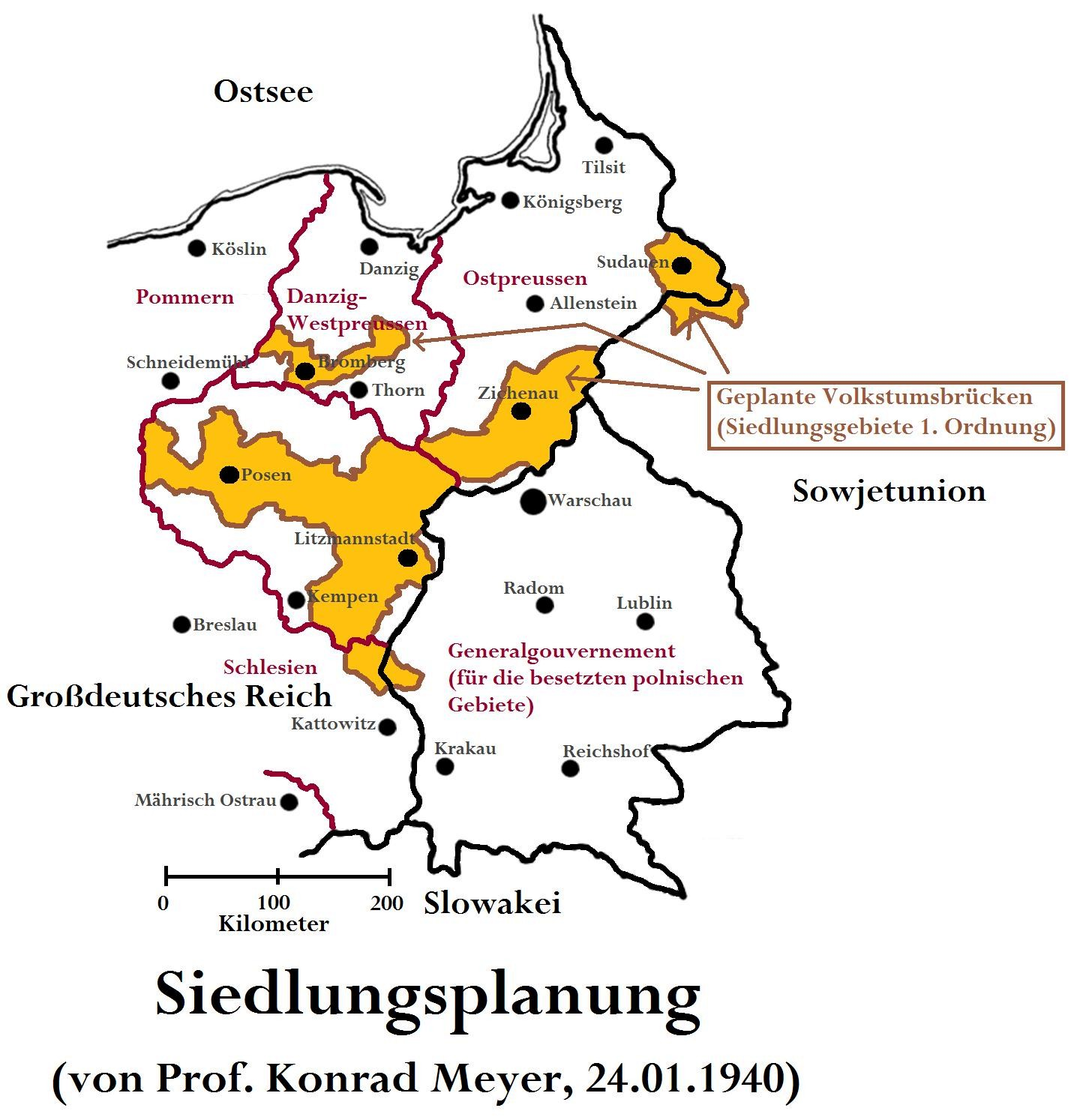
計画されたいわゆるドイツ民族性の橋（deutsche Volkstumsbrücken）（入植計画）。つまりドイツ人のみが居住する地域

この政策実施の責任者は、帝国保安本部の長、ハインリヒ・ヒムラーであった。ヒムラーは10月7日にヒトラーによって「ドイツ民族性強化帝国委員」に任命された。1939年10月30日に、ヒムラーはすでに当地域の「ドイツ化」を命じている。この目的のために、複数の計画が段階的に策定された。
- いわゆる「第一次近時計画（Erste Nahplan）」が1939年12月17日まで実行され、8万7,883人（いわゆる民族ポーランド人とユダヤ人）が総督府へ移送された。
- 「中間計画」の過程で、1940年2月10日から3月15日までに合計4万128人が移送された。
- 最大の移送は「第二次近時計画」の枠内で行われ、合計12万1,594人が対象となった。「第二次近時計画」は1940年5月から1941年1月20日まで実施された。

さらに1941年3月15日まで1万9,226人が総督府に送られ、総計28万606人が移送された。最大65万人と推定する歴史家もいる。
移送はSDの監督の下、また憲兵隊、保安警察（Schutzpolizei、民族ドイツ人自衛団、SA、SSの各部隊が支援した。移送された人々は、最初に特別に設置された一時収容所（Übergangslager）に到着し、最大のものはポーゼンの「グウフナ」地区にあった。これら収容所の生活環境は悪く、収容者はしばしば飢餓、風邪、病気、不良な衛生状態に苦しんだ。この後、通過収容所からポーランド総督府の他の収容所に移送された。移送には主に貨車が使用された。多くのポーランド系ユダヤ人にとって、この移送の行き着く先はドイツの絶滅収容所であった。移送者が全財産を荷造りする時間は、多くは1時間から24時間しかなかった。主に暖かい服、毛布、飲用・食用容器、数日分の食料、わずかな現金だけであった（1940年12月以降：ポーランド人は50ライヒスマルク、ユダヤ人は25ライヒスマルク、また身分証の所持が認められた）。荷物の重量は大人1人当たり当初12 kg、その後25 kg、または30 kgで超過は認められなかった（子供は各半分であった）。移送への抵抗は、武力をもって鎮圧された。
ポーランド人とユダヤ人の移送に加え、ホロコーストの一環としてヴァルテラントには、いくつかのユダヤ人ゲットーが設置された。最大のゲットーは、1940年2月に設置されたリッツマンシュタット・ゲットーであった。ロッチュ（1939年から1945年はリッツマンシュタット（Litzmannstadt）と改称）のユダヤ人ゲットーでは、合計16万人のユダヤ人が非人道的な条件で生活することを強いられた。1944年にゲットーは解体され、住民の大部分はドイツ本国での強制労働、または絶滅収容所に送られた。当初はヴァルテラントにあったクルムホーフ絶滅収容所、後にはアウシュヴィッツ＝ビルケナウ強制収容所に移送された。
クルムホーフ絶滅収容所は、1941年12月にアインザッツグルッペの指揮官、ヘルベルト・ランゲが設立し、1942年からはハンス・ボートマンが指揮していた。同収容所の設置以前、ランゲ特務隊（Sonderkommando Lange）はガス車を使用してに数千人もの精神障害者を殺害していた。1943年に暫定閉鎖された後、1944年にリッツマンシュタット・ゲットーを「処分」するために再稼働された。推計によれば、1941年から1944年にクルムホーフ絶滅収容所では合計15万人が殺害された。

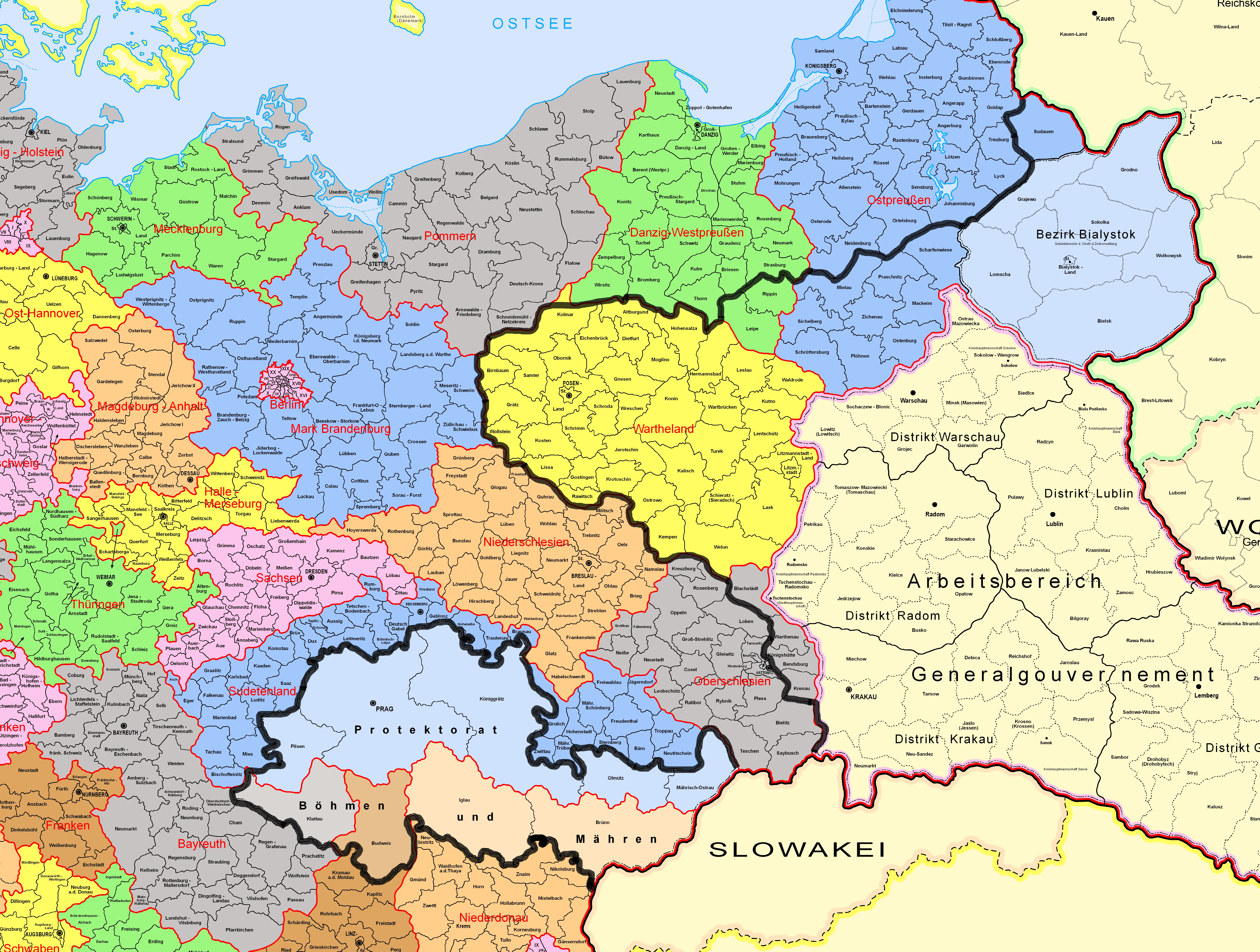
ヴァルテラントへの警察境界、通行許可証が必須とされた。1941年6月1日時点（太い黒線）

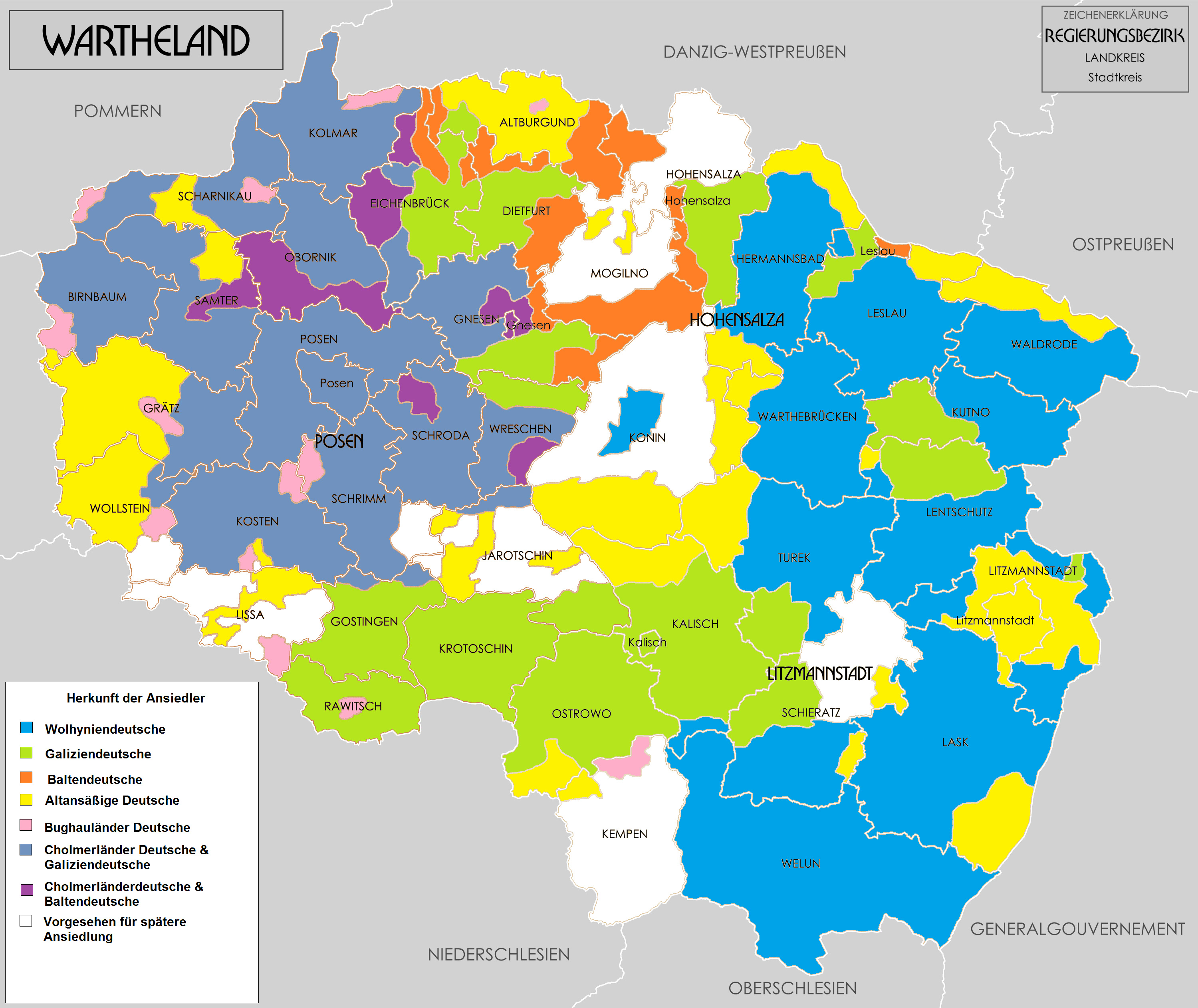
ドイツ人入植者、出身地による入植計画

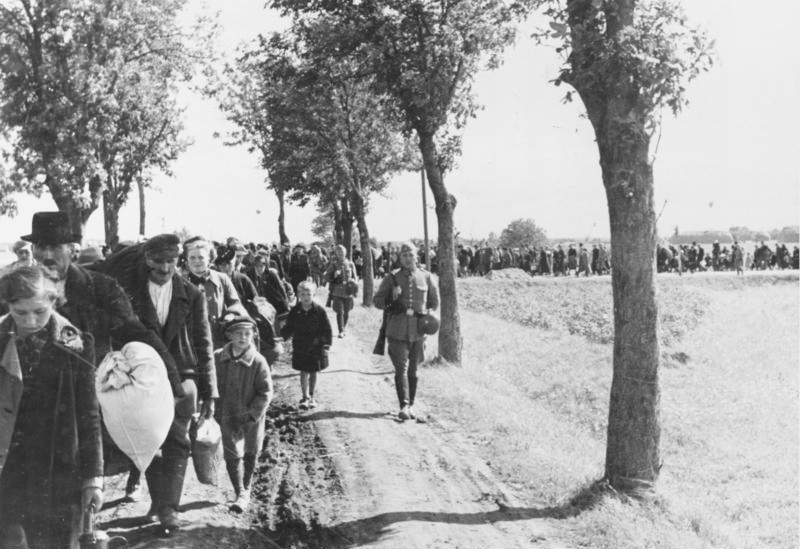
「ポーランド人疎開（Polenevakuierung）」または「転住（Aussiedlung）」：駅に向かうポーランド人、グネーゼン近郊シュヴァルツェナウ（ドイツ語版）、1939年
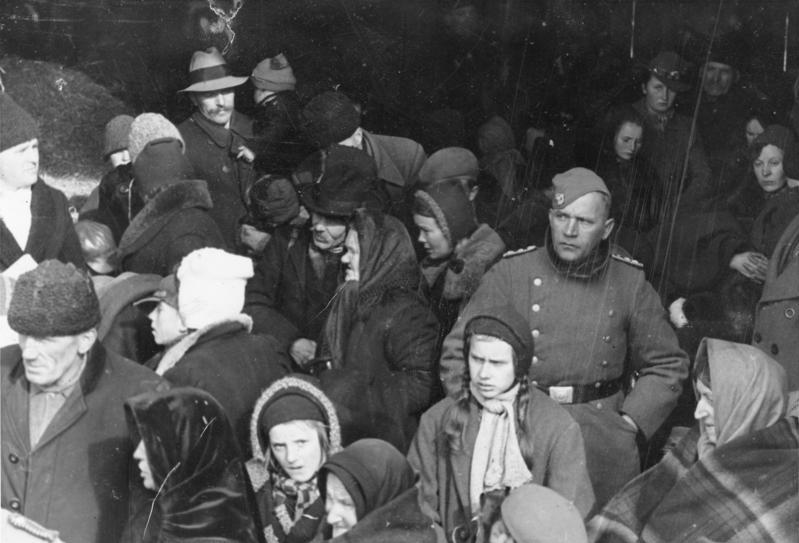
「ポーランド人収容所（Polenlager）」、ゲルゼンドルフ（ドイツ語版） （サヒルネ、ウクライナ）の配分地点（Verteilerpunkt）、1939年
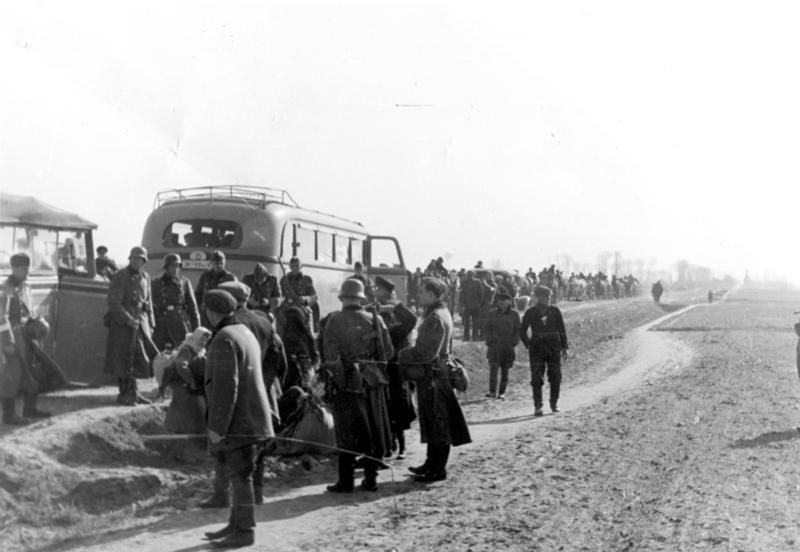
ポーランド人の「転住」、ブウォニェ（英語版）、1939年
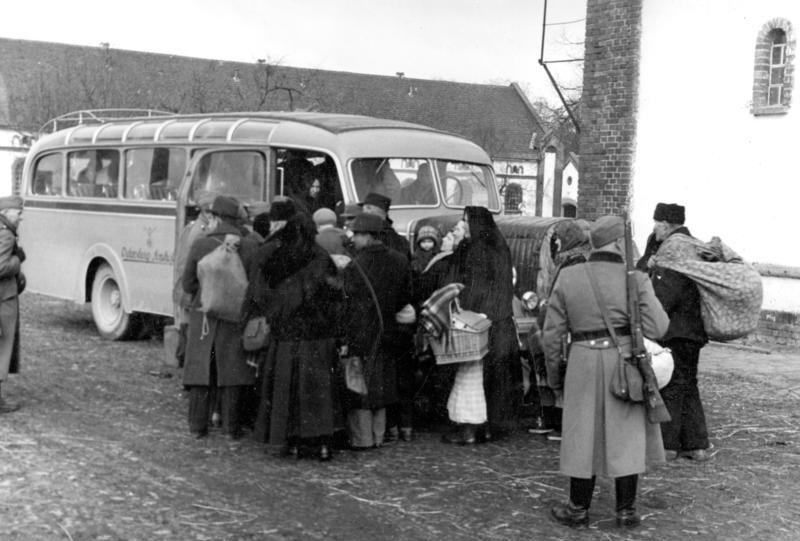
ポーランド人の「転住」、ラードゥンゲン（ドイツ語版）、1939年
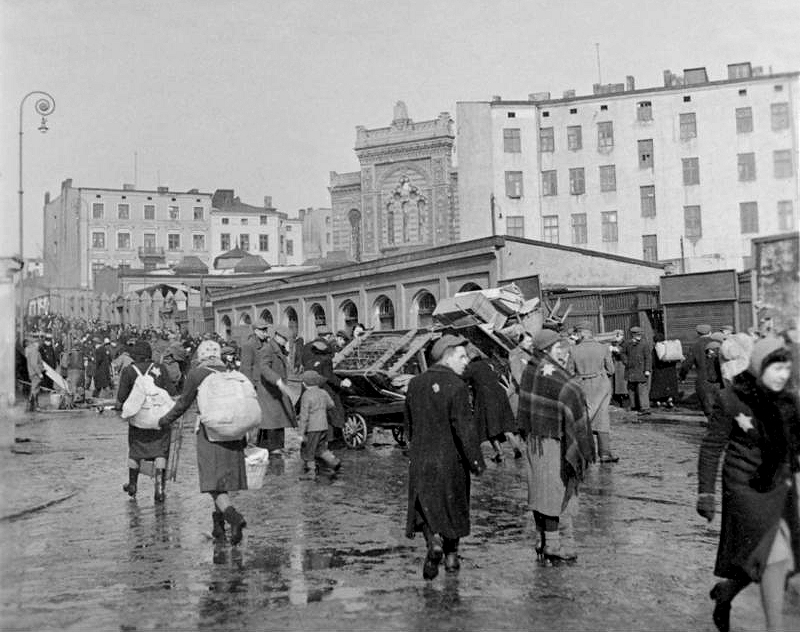
ユダヤ人のリッツマンシュタット・ゲットーへの「転入」。1940年3月

### 民族ドイツ人の入植

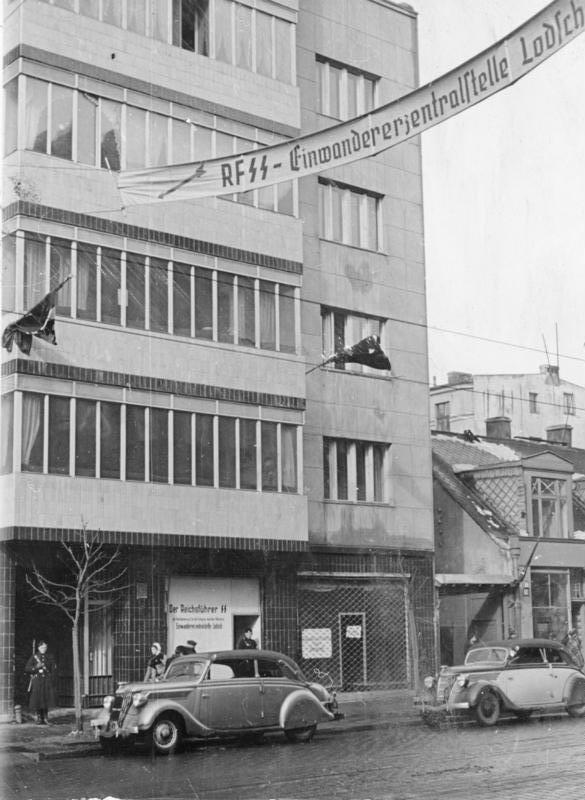
）北東、リッツマンシュタット（ロッチュ）、1939年

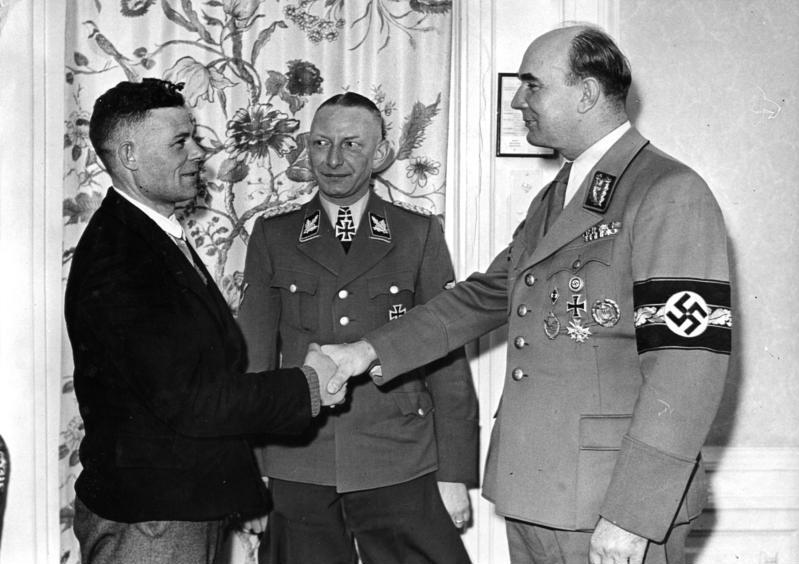
1944年、ロッチュで100万人目のドイツ人再定住者（Umsiedler）を祝福する大管区指導者アルトゥール・グライザー

1939年にナチス・ドイツとソヴィエト連邦はドイツ・ソビエト境界友好条約の枠内で、ドイツ系住民ソヴィエト連邦、またはその領土と見なされた地域からの転住が条約として合意された。これは主にバルト三国に関してであった。該当者は出国するか、同地に留まるかの選択を決断しなければならなかったが、エストニア、ラトビア、リトアニアの併合が差し迫る中、大部分は出国を選択した。東南ヨーロッパでも同様の経過をたどったが、ヒトラー＝スターリン協定の秘密議定書で勢力圏と認められていたためである。異なるのは、ソヴィエト連邦が1940年6月末までにベッサラビアとブコヴィナの一部を併合していた点である。ナチスの政策は、1941年3月以降もドイツ人のヴァルテラント入植に一層注力していた。加えて、ソヴィエト連邦が征服した領土から、多数の民族ドイツ人が入植した。1941年から、ベッサラビア・ドイツ人、ブコヴィナ・ドイツ人、ドブルジャ・ドイツ人は、大部分がヴァルテラントに再定住した。この再定住は、混乱し準備が不十分なままに行われた。以前には、再定住者は民族ドイツ人事業所の数百もの収容施設に収容されていた。入植地域では、ドイツ占領軍の部局がポーランド人の所有者から暴力的に農場を接収し、ドイツ人入植者に引き渡した。

### 赤軍による占領
1945年1月、ヴァルテラント帝国大管区は、赤軍の大攻勢（ヴィスワ＝オーデル攻勢）によって終焉を迎えた。東部戦線では数ヶ月間、静寂を保っていたが、その後、ソヴィエト軍は1月12日ヴィスワ＝オーデル攻勢を開始した。最初の数日ですでにドイツ側戦線を完全に撃破し、ソヴィエト軍はほとんど軍事的抵抗を受けず、わずか2週間でオーダー川まで進出した。
1月16日、赤軍は帝国大管区の境界を越え、翌日にはヴァルテラント最大の都市「リッツマンシュタット」（ウッチ）を占領した。わずか1週間でヴァルテラントのほぼ全域を占領した。1月20日には大都市レスラウ、ホーエンザルツァ、1月21日にはグネーゼン、1月23日にはカーリシュが陥落した。
1月22日、赤軍の構成の先端が、行政の首都ポーゼンに到達した。ポーゼン要塞司令官のエルンスト・ゴネル大佐は、押し戻されつつあるドイツ国防軍、また動員可能な全残存兵力からなる総勢3万から6万で防衛にあたった。赤軍はすでにオーダー川に到達し、軍事情勢は絶望的であったにもかかわらず、包囲されたポーゼン要塞地域では血みどろの市街戦（ポーゼンの戦い）が1か月間続いた。1945年2月23日午前6時、旧プロイセンの要塞の中核部に最後まで残ったドイツ側部隊が降伏し、ついにヴァルテラント全域がソヴィエトの支配下となった。

### ドイツ人の避難と追放
大管区指導部は、1945年1月の赤軍冬季攻勢の規模と自軍の勢力の判断を全く誤ったため、ドイツ人のヴァルテラントからの避難は非常に遅く、混乱したものとなった。1月16日にソ連軍部隊が侵入した時点では、住民は平静を保つように呼びかけられ、1月19日のドイツ語の地方新聞では、同地は永遠にドイツのものである、と掲載された。大管区指導部は、翌日1月20日になってから国防軍、またポーゼン第21軍管区（Wehrkreis XXI Posen）司令官、ヴァルター・ペッツェルに迫られ、ヴァルテラントの住民を避難させることにした。同日中に大管区指導者グライザーは、党指導部の大部分をベルリンへ撤退させ、自身の代理クルト・シュマルツに大管区の指導を委託した。
ドイツ民間人のいわゆる避難は、続く数日中に、大部分は無秩序な脱出というかたちで行われたため、極寒の冬と急進撃する赤軍部隊で、民間人は多大な犠牲を出すことになった。残ったドイツ系住民、特に高齢者と脱出に間に合わなかった人々は、続く数か月の内に、新設のポーランド当局によって財産を没収、追放された。
1949年からヴァイクセル＝ヴァルテ同郷人会はヴァルテラントからの追放者の利益団体として活動し、同地域の文化遺産の保存とドイツとポーランドの相互理解のために尽力している。

## 政治

### 行政の構成
国家代理官（Reichsstatthalter）はポーゼン城を改修し、住まいとした。
ヴァルテラントは3つの行政管区（Regierungsbezirk）に分けられ、都市部と農村部が適切に配分された。行政管区の境界は全く新たに設定されたが、郡の境界は以前のポーランドの区画とほぼ同じであった。
行政管区の行政庁は、ホーエンザルツァ（イノヴロツワフ）、カーリシュ（カリシュ）、ポーゼン（ポズナニ）に置かれることとなった。
ヴァルテラントの東部境界がロッチュ（ウッチ）の東に引かれることが最終的に確定すると、カーリシュの行政長官（Regierungspräsident）は、行政庁をウッチに移した。1940年4月11日、ロッチュは、同地で第一次世界大戦中、第3近衛歩兵師団を指揮した司令官カール・リッツマン将軍を讃えて、「リッツマンシュタット（Litzmannstadt）」と改称された。
1941年2月15日には、行政管区もカーリシュ行政管区からリッツマンシュタット行政管区に改称された。
ヴァルテラント帝国大管区は特殊な地位に置かれた。旧ドイツ国領土とは警察境界（Polizeigrenze）によって引き続き隔てられていたが（通行許可証の提示が必須）、これは住民がドイツ本国（旧帝国）に移動するのを確実に統制するためであった。
他にも国家のあらゆる特殊行政もポーゼンの帝国総督の管轄下にあったが、例外は帝国鉄道、帝国郵便であった。これは特に司法に該当する。つまりヴァルテラントは「実験地域」としての利用が意図されていたのである。

### SSの役割
1939年10月26日、後のSS大将、武装SS大将、ヴィルヘルム・コッペが、ポーゼン駐在のヴァルテガウのSS及び警察高級指導者に任命された。SS長官ハインリヒ・ヒムラーのヴァルテラント帝国大管区での代理であった。SSは、ドイツ人入植者、特にバルト・ドイツ人向けの土地を用立てるべく、ユダヤ人10万人、ポーランド人20万人を総督府に追放する責任を負っていた。コッペはまた、ユダヤ人のリッツマンシュタット・ゲットーへ、またクルムホーフ絶滅収容所への移送を組織した。しかも、ガス車（Gaswagen）を初めて使用した囚人の大量殺害は、SSの命令で、またヴァルテガウ行政の「至急処理行動（arbeiteiliges Handeln）」のもと、推進された。動員された治安部隊は、ヴィルヘルム・コッペの指揮下であったが、グライザーの指揮下の行政当局が「地域での最終解決」に責任を負っていた。

### 自治体憲法
1940年1月1日の時点で、ポーランド法の下ですでに郡の範囲外にあった都市は、ドイツ法の都市郡として認められた。同時にドイツ自治体条例が附与され、自治体レベルで 「指導者原理」の貫徹が図られた。1940年4月1日付で、他のすべての自治体ではドイツの【仮訳】区委員による行政が導入された。ドイツの自治体条例を附与された初の郡所属都市はケンペン（ヴァルテラント）郡のケンペン（1941年4月1日））で、最後は1944年4月1日のビルンバウム（ヴァルテラント）郡ツィルケであった。
郡は1939年4月14日付け「ズテーテンガウ法（Sudetengaugesetz）」を相応に適用して管理された。その後、郡は国家の行政機関と自治団体を兼ねた。郡長の多くは、ナチ党の管区指導者（Kreisleiter）を兼ね、「あらゆる」国家行政を郡レベルで指導した。こうして特殊官庁の独自行動を妨げることが期待された。
1939年12月の非公開の布告により、これまで有効であった以前のポーランド語地名に対して、1918年まで適用されたドイツ語地名が暫定的に有効となった。この包括的な名称変更が可能だったのも、ドイツ製の全ての地図で、1920年にポーランドに割譲された地域でも以前のドイツ語地名が引き続き使用されていたためである。1918年のドイツ帝国国境から東のポーランド領では、引き続き以前のポーランド語表記が当面使用されることとされた。
続く数年間で、一部で地名の「おおまかな」ドイツ化が多くは郡レベルで行われた。1943年5月18日から、帝国総督は、帝国内務省の同意を得て、郵便局、駅、停留所、積荷地点のある地点のドイツ語地名を全て確定した。残された場所では改称は準備されたものの、実施されずに終わった。

### ナチ党
「国家」の領域としての「帝国大管区」は、ナチ党の「ヴァルテラント」大管区（略称：ヴァルテガウ）と一致している。当初は帝国大管区「ポーゼン」と呼ばれた国家区画にも後から名称が付けられた。
大管区指導部はポーゼンに置かれ、大管区指導者は1939年10月21日から、その直後に帝国総督に任命されたアルトゥール・グライザーであった。
ヴァルテラント大管区（Gau Wartheland）は、国家の区画に従ってナチ党の「管区」に区画され、その長は管区指導者（Kreisleiter）であった。ドイツ人人口が少なかったため、ナチ党のいくつかの管区は複数の郡にまたがっていた。

### 国防軍
ヴァルテラントはドイツ国の兵員補充組織（Wehrersatzorganisation）に組み込まれ、ヴァルテラント帝国大管区の全域を担当区域とする第21軍管区が設置された。
ドイツ国防軍の最大の演習場は帝政時代からあったヴァルテラーガー演習場であり、1939年までポーランド領であった地域ではシーラーツ郡のシーラーツ演習場であった。シーラーツ演習場は非常に広大で、複数の師団が同時に演習を行うことができた。国防軍はこの他に小規模な演習場を3か所使用していたが、これはヴァルドウゼー、シュリム、ヴェルンにあった。

### 教会政策
ヴァルテラント帝国大管区の教会は、公法上の法人（Körperschaft des öffentlichen Rechts）としての法的地位を奪われ、私法上の法人（privatrechtliche Vereine）としてのみ取り扱われた。「大管区外の集団」が組織に加入することは禁じられ、さらにはドイツとポーランド人はもはや一つの教会を共にしてはならない、と定められた（ナショナリティ所属の原則）。ナチス国民厚生団の独占的地位を守るために、福祉活動は禁止された。神学校や修道院は「ドイツの倫理と住民政策と相いれないため」解散され、専任の聖職者という職業は以後、許可されなかった。教会は、「聖域」を除いて財産の所有を禁じられ、会費以上の寄付も禁じられた。

## 経済と社会資本
ヴァルテラントでは経済活動の「統制と監視」のため、ポーゼンに経済会議所が置かれ、経済の「自主管理」のために商工会議所と手工業会議所 が各1団体、開設された。1943年1月1日からの総力戦動員の一環として、上記組織は、ポーゼンの「大管区経済会議所」に統合された。

### 労働
ヴァルテラントには、ポーゼンの帝国総督の指揮下に、ナチの「労働動員」を指揮・統制するために相応な数の労働局が置かれた。「総力戦動員」の一環として、各帝国防衛管区（Reichsverteidigungsbezirk）に「大管区労働局（Gauarbeitsämter）」が設置され、従来の邦（州）労働局、また帝国労働監理官の業務が移管された。こうしてポーゼンにはこれに対応する「ヴァルテラント大管区労働局」が1943年9月1日に業務を開始した。

### 司法
ヴァルテラントには、ポーゼン上級ラント裁判所管区が設定された。この他にもグネーゼン、ホーエンザルツァ、カーリシュ、レスラウ（1941年1月1日以降）、リッサ、リッツマンシュタット、オストロヴォ、ポーゼンにもラント裁判所とこれに対応する数の区裁判所があった。戦争による人員不足のため、1944年4月1日からオストロヴォのラント裁判所の業務はカーリシュのラント裁判所に移管された。
この他にもドイツ国と同様、ホーエンザルツァ、カーリシュ、レスラウ、リッツマンシュタット、ポーゼンにも特別裁判所が置かれた。

### 郵便
郵便・電信電話業務は1939年9月13日以降、「東部ドイツ公用郵便（Deutsche Dienstpost Osten）」が行っていた。指揮系統は、当初はポズナニとウッチの軍司令官から郵便受託官（Postbeauftragten）へ、そしてブレスラウとフランクフルト (オーダー)の帝国郵便管理部（Reichspostdirektion）となっていた。ドイツ国に編入後は、ポーゼンの帝国郵便管理部の設立指導部のみの所轄となった。1939年12月1日、ポーゼンの帝国郵便管理部が本格的に乗務を開始し、1940年4月以降、ヴァルテラント全域で郵便業務が確立し、東部ドイツ公用郵便は廃止することができた。今は帝国郵便のみが所管当局となった。
1943年10月以降、ヴァルテラントはドイツ国の郵便番号システムに組み込まれた。全域の郵便番号は「6」であった。

### 農業
ナチの組織である全国食糧身分という枠組みの中で、ヴァルテラントにも【仮訳】「ヴァルテラント・ラント農民団体（Landesbauernschaft Wartheland）」が設立された。
ポーゼンの帝国総督の官庁にも、【仮訳】「ラント森林局（Landesforstamt）」が設立され、私有林および公有林を管理することとなった。

### 交通
ドイツ国防軍がポーランド戦役で進出する過程で、ポーランドの鉄道網を確保、復旧するべく、ポーゼンとロッチュに鉄道管理局が設置され、1939年12月1日以降はポーゼン鉄道管理局に統合された。鉄道網はヴァルテラント全域を網羅していた。
1940年10月以降、オットー計画のため、総督府を横断する大規模な東西方向の鉄道路線が戦災から復旧・拡充され、こうして輸送力は4倍に増強された。これは特にロッチュからラドムとデンブリンを経由しルブリンに至る路線であった。
ヴァルテラントに登録されていた自動車の識別記号は「P」であった。

## 行政の構成（1945年）

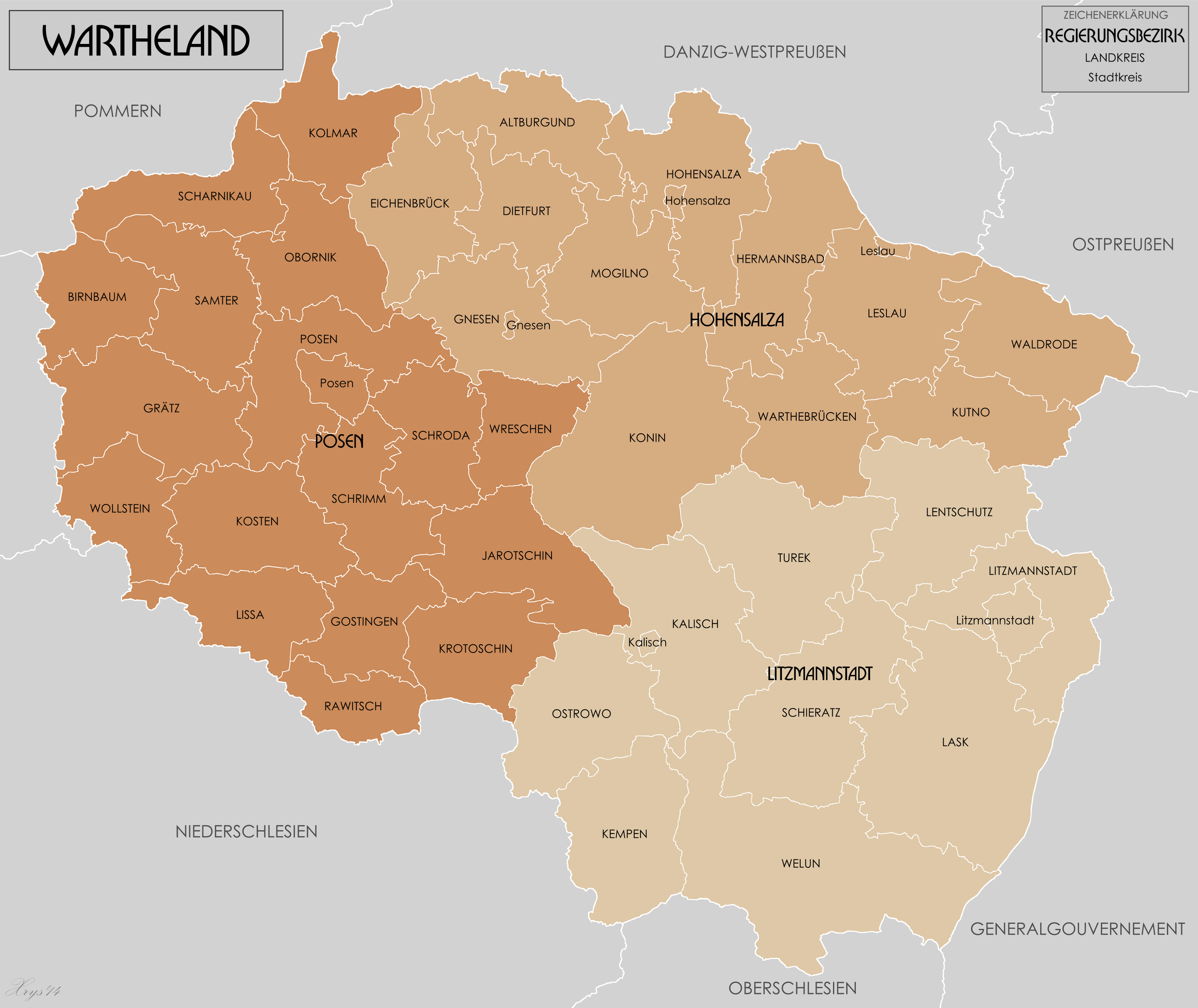
ヴァルテラント帝国大管区の行政管区と郡（1943年8月）

### ホーエンザルツァ行政管区

#### 都市郡
1. グネーゼン
2. ホーエンザルツァ
3. レスラウ

#### 郡
1. アルトブルグント郡（ドイツ語版）
2. ディートフルト（ヴァルテラント）郡（ドイツ語版）
3. アイヒェンブリュック郡（ドイツ語版）
4. グネーゼン郡（ドイツ語版）
5. ヘルマンスバート郡（ドイツ語版） （郡庁：ヴァイクセルシュテット（ドイツ語版））
6. ホーエンザルツァ郡（ドイツ語版）
7. コニーン郡（ドイツ語版）
8. クトノ郡（ドイツ語版）
9. レスラウ郡（ドイツ語版）
10. モギルノ郡（ドイツ語版）
11. ヴァルトローデ郡（ドイツ語版）
12. ヴァルトブリュッケン郡（ドイツ語版）

### リッツマンシュタット行政管区

#### 都市郡
1. カーリシュ
2. リッツマンシュタット

#### 郡
1. カーリシュ郡（ドイツ語版）
2. ケンペン（ヴァルテラント）郡（ドイツ語版）
3. ラスク郡（ドイツ語版）（郡庁：パビアニッツ（ドイツ語版）)
4. レントシュッツ郡（ドイツ語版） （郡庁：ブルンシュタット（ドイツ語版）)
5. リッツマンシュタット郡（ドイツ語版）
6. オストロヴォ郡（ドイツ語版）
7. シーラーツ郡（ドイツ語版）
8. トゥレク郡（ドイツ語版）
9. ヴェルン郡（ドイツ語版）

### ポーゼン行政管区

#### 都市郡
- ポーゼン

#### 郡
1. ビルンバウム（ヴァルテラント）郡（ドイツ語版）
2. ゴスティンゲン郡（ドイツ語版）
3. グレーツ（ヴァルテラント）郡（ドイツ語版）
4. ヤロチーン郡（ドイツ語版）
5. コルマール（ヴァルテラント）郡（ドイツ語版）
6. コステン（ヴァルテラント）郡（ドイツ語版）
7. クロトシーン郡（ドイツ語版）
8. リッサ（ヴァルテラント）郡（ドイツ語版）
9. オボルニック郡（ドイツ語版）
10. ポーゼン郡（ドイツ語版）
11. ラービッチュ郡（ドイツ語版）
12. ザムター郡（ドイツ語版）
13. シャルニカウ（ヴァルテラント）郡（ドイツ語版）
14. シュリム郡（ドイツ語版）
15. シュローダ郡（ドイツ語版）
16. ヴォルシュタイン郡（ドイツ語版）
17. ヴレッシェン郡（ドイツ語版）